# 拉布色拉朝珠爾

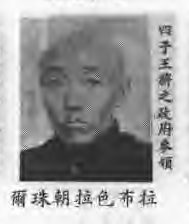
民國37年出版的《第一屆國民大會專輯》中的拉布色拉朝珠爾肖像

拉布色拉朝珠爾（約1919年—？年），烏蘭察布盟四子部落旗（今内蒙古自治区四子王旗）人，曾當選蒙古烏蘭察布盟選出之第一屆國民大會代表。

## 經歷[1]
- 四子部落旗小學校卒業
- 喀爾喀右旗政府書記佐領
- 民國36年(1947年)，當選為蒙古烏蘭察布盟選出之第一屆國民大會代表